# Sedanka
Sedanka (in lingua aleutina Sidaanax) è un'isola del gruppo delle Fox nell'arcipelago delle Aleutine orientali e appartiene all'Alaska (USA). È lunga 16,6 km, ha una superficie di 103,31 km²; si trova a poca distanza dalla costa nord-orientale dell'isola di Unalaska.
Registrata nel 1826 dal tenente Saryčev col nome di Spirkin. In seguito denominata Sithanak, Siginak, Siginaq; e, tra il 1824 e il 1834, fu usato il nome di Borka e Spirkin da padre Veniaminov e dal capitano Litke.